# Gerbillus syrticus
Espèce
Synonymes
- Gerbillus henleyi (de Winton, 1903)
 (préféré par UICN)

Statut de conservation UICN

 LC  : Préoccupation mineure
Gerbillus syrticus ou Gerbillus (Hendecapleura) syrticus est une espèce qui fait partie des rongeurs. C'est une gerbille de la famille des Muridés que l'on rencontre sur le pourtour du Sahara et l'ouest de l'Arabie.
Synonyme : Gerbillus henleyi (de Winton, 1903)